# 古月駅
古月駅（ふるつきえき）は、かつて福岡県鞍手郡鞍手町大字古門に設置されていた、日本国有鉄道（国鉄）室木線の駅（廃駅）である。室木線の廃止に伴い、1985年（昭和60年）4月1日に廃駅となった。

## 歴史
- 1939年（昭和14年）4月5日：国有鉄道の駅として、遠賀川駅 - 新延駅（後の鞍手駅）間に新設[1]。一般駅[1]。
- 1974年（昭和49年）3月5日：荷物の取り扱いを廃止[1]。駅員無配置駅となる[2]。
- 1984年（昭和59年）2月1日：貨物の取り扱いを廃止[1]。
- 1985年（昭和60年）4月1日：室木線の全線廃止に伴い、廃駅となる[1]。

## 駅構造
廃止直前まで貨物取り扱いを行っていたため構内は広く、かつては島式ホーム1面2線の配置で列車同士の行き違いが行われていた。廃止時は島式ホーム1面の片側のみを使用する1線を持つ無人駅であったが、列車行き違い設備は温存されていた。その他、隣接する清新産業鞍手工場の専用側線が数本あり、同社で製造された肥料の貨物輸送が有蓋車で行われていた。

## 駅周辺
- 清新産業鞍手工場
- 福岡県道55号宮田遠賀線

## 隣の駅
日本国有鉄道
室木線
遠賀川駅 - 古月駅 - 鞍手駅